# Семнадцатая поправка к Конституции США
Семнадцатая (XVII) поправка к Конституции США (англ. Seventeenth Amendment to the United States Constitution) — поправка к Конституции США, учредившая прямые выборы Сената США.
Она отменила 3-й раздел 1-й статьи Конституции, а также 1-й и 2-й пункты Конституции, согласно которым сенаторы назначались законодательными собраниями штатов. Эта поправка также изменила процедуру заполнения вакантных должностей в Сенате, разрешив законодательным собраниям соответствующих штатов позволять губернаторам делать временные назначения до проведения дополнительных выборов. До принятия поправки назначение сенаторов было предусмотрено для гарантии представительства штатов в федеральном правительстве, а также для обеспечения существования законодательного органа, который не зависел бы от народной поддержки и мог бы позволить себе «придерживаться более объективных взглядов на встающие перед Конгрессом вопросы». Однако с течением времени некоторые проблемы с вышеуказанными положениями Конституции, такие как риск коррупции сенаторов и возможность электоральных кризисов или недостаточного представительства в случаях вакантности должностей отдельных сенаторов, привела к кампании за реформу процедуры формирования Сената.
Реформаторы предлагали эту поправку в 1828, 1829 и 1855 годах, и в 1890-х и 1900-х годах данный вопрос достиг пика популярности. Прогрессивисты, например, Уильям Дженнингс Брайан, призывали реформировать способ отбора сенаторов. Элиу Рут и Джордж Фрисби Хор были известными личностями, участвовавшими в кампании как сторонники сохранения назначения сенаторов. К 1910 году 31 законодательное собрание штата подало ходатайство о реформе. К 1912 году 239 политических партий уровня и Федерации, и штатов поддержали какого-то вида прямые выборы сенаторов, а 33 штата ввели их прямые первичные выборы. Учитывая силу, которую набрала возглавляемая штатами кампания за принятие данной поправки, и страх, что эта кампания могла привести к созданию «неудержимой конвенции», предложение об обязательных прямых выборах в Сенат в конце концов было представлено Конгрессу. Конгресс принял данную поправку, и 13 мая 1912 года она была передана штатам для ратификации. К 8 апреля 1913 года 3/4 штатов ратифицировали предложенную поправку, сделав её 17 поправкой. Госсекретарь США Уильям Дженнингс Брайан формально объявил о принятии данной поправки 31 мая 1913 года.
Критики 17-й поправки утверждают, что она, изменив способ отбора сенаторов, отобрала у штатов всё представительство в федеральном правительстве и что, вдобавок к нарушению пункта о неизменности права голоса штатов 5-й статьи Конституции, эта поправка привела к постепенному «скатыванию в бесчестье» законодательных собраний штатов, а также к чрезмерному расширению полномочий федеральной власти и подъёму специальных групп для заполнения властного вакуума, прежде занятого законодательными собраниями штатов. Кроме того, поднимались вопросы о праве губернаторов делать временные назначения для заполнения вакантных должностей в Сенате — и о толковании данного пункта, и нужен ли этот пункт вообще. Соответственно, значимые общественные деятели выражали желание изменить или даже отменить данную поправку.

## Предыстория

### Первоначальное положение дел
Первоначально согласно 3-му разделу 1-й статьи, а также 1-му и 2-му пунктам Конституции, каждое законодательное собрание назначало от своего штата сенаторов на шесть лет. Каждый штат, независимо от площади, имеет право на двух сенаторов согласно одному из условий Коннектикутского компромисса между крупными и мелкими штатами. Это было противопоставлено Палате представителей, палате Конгресса, избираемой на всенародных выборах, и было описано как неспорное решение; Джеймс Уилсон был отцом-основателем, поддерживавшим прямые выборов в Сенат; это предложение было отвергнуто 10 голосами против 1. У первоначального метода отбора сенаторов было много преимуществ. До подписания Конституции федеральным парламентом был Континентальный конгресс, где штаты не создавали практически ничего, кроме постоянных договоров, а граждане, которых представляли Конгрессмены, сохраняли верность своим штатам. Однако при Конституции штаты подчинялись центральному правительству; назначение сенаторов штатами убеждало антифедералистов в наличии защиты от поглощения штатов и их полномочий постоянно расширяющимся федеральным правительством, что являлось противовесом для полномочий последнего.
Сверх того, время службы сенаторов (в три раза больше, чем представителей) и избегание прямых выборов превращало Сенат в орган для «смягчения» популизма Палаты представителей. В то время как Палата представителей работала двухлетними циклами прямых перевыборов, сенаторы могли позволить себе «придерживаться более объективных взглядов на встающие перед Конгрессом вопросы». Парламенты штатов также сохранили теоретическое право «давать своим сенаторам указания» по одобрению или отклонению предложений, что давало штатам и прямое и косвенное представительство в федеральном правительстве. К тому же Сенат обеспечивал формальную двухпалатность парламента, причём члены каждой палаты несли ответственность перед совершенно различными избирательными округами; это помогало решить проблему подверженности федерального правительства «специальным интересам» (лоббистам). Члены Конституционного собрания также считали Сенат эквивалентом британской Палаты лордов, содержащим «лучших людей» общества; они надеялись, что Сенат обеспечит большее спокойствие и стабильность, чем Палата представителей, благодаря особому статусу сенаторов.

### Аспекты проблемы
По словам Джея Байби, судьи Апелляционного суда 9 округа США, сторонники прямых выборов сенаторов полагали, что главных проблем назначения сенаторов было две: коррупция в законодательных собраниях штатов и электоральные кризисы. По поводу коррупции общее мнение было звучало так: назначения сенаторов «покупаются и продаются», переходят из рук в руки ради услуг и сумм денег, а не способностей кандидатов. В период между 1857 и 1900 годом Сенат расследовал 3 назначения на предмет коррупции. Например, в 1900 году назначение Уильяма Кларка было отменено после того, как Сенат сделал вывод, что тот купил голоса в парламента Монтаны. Однако Байби и Тодд Зайуики считали, что данный вывод Сената был необоснованным; по этому вопросу существовал «дефицит надёжной информации», и почти за век назначений только 10 были оспорены по обвинению в неправильности.
Другой проблемой были электоральные кризисы — случаи, когда ни один из кандидатов в сенаторы не получал большинства голосов в законодательном собрании. Поскольку парламенты штатов были обязаны решать, кого назначать сенаторами, система зависела от их способности к согласию. Парламенты некоторых штатов прийти к согласию не могли, и это задерживало отправку их представителей в Конгресс; в некоторых случаях система терпела такую неудачу, что некоторые штаты в Сенате не были представлены вообще. В период между 1891 и 1905 годом 46 назначений сенаторов от 20 различных штатов окончились электоральным кризисом; в одном крайнем примере место сенатора от Делавэра пустовало с 1899 по 1903 год. Само проведение назначений в Сенат иногда приводило к крупным сбоям в работе законодательных собраний штатов: например, в 1897 году треть депутатов Орегона отказались приносить должностную присягу из-за спора об открытом месте в Сенате. В итоге Законодательное собрание Орегона не смогло принимать законы в том году.
С другой стороны, Зайуики утверждает, что эта проблема не была серьёзной. Электоральные кризисы были проблемой, но являлись исключением, а не правилом; в парламентах многих штатов вообще не было кризисов назначений сенаторов. Большинство парламентов, в которых были проблемы с назначением в 19 веке, были парламентами недавно принятых в состав США западных штатов, которые страдали от «неопытности законодательных собраний и слабой партийной дисциплины…по мере того как западные парламенты набирались опыта, электоральные кризисы стали происходить реже». В то время в Юте такие кризисы произошли в 1897 и 1899 году, они стали  «хорошим обучающим опытом» и с тех пор с назначением сенаторов в Юте проблем не было. Другая проблема заключалась в том, что во время электоральных кризисов законодательные собрания штатов не могли заниматься своими обычными делами; Джеймс Юри, писавший в «South Texas Law Review», отмечает, что этого на самом деле не было. Во время электоральных кризисов парламенты штатов решали эту проблему по следующему принципу: «один голос в начале дня — парламентарии продолжают выполнять свою обычную работу». Также существовало мнение, что на самих выборах в законодательные собрания преобладал вопрос назначения сенаторов: депутаты избирались на основе их замыслов о назначении сенаторов, а не мнений по местным вопросам.

### Требования реформы
В начале 19 века начали раздаваться требования принятия поправки к Конституции о выборах в Сенат (первым требование о поправке, предусматривающей прямые выборы сенаторов, вынес Генри Сторрз в 1826 году). Подобные предложения также были внесены, например, в 1829 и 1855 году, причём самым известным их поборником был Эндрю Джонсон, поднявшим данный вопрос в 1868 году и считавшим преимущества идеи «настолько очевидными», что дополнительного объяснения не требовалось. Также в 1860-х в Конгрессе прошли первые крупные споры по данной проблеме; в 1861 году Сенат и Палата представителей наложили вето на назначение Джона Стоктона сенатором из-за того, что он был одобрен относительным, а не абсолютным большинством голосов членов законодательного собрания своего штата. В ответ Конгресс принял в июле 1866 года закон, требовавший парламенты штатов назначать сенаторов абсолютным большинством голосов.
К началу 1890-х поддержка введения прямых выборов в Сенат существенно увеличилась, и реформаторы стали работать по двум направлениям. На первом Народная партия включила данное предложение в свою Омаханскую платформу, принятую в 1892 году. В 1908 году Орегон принял первый закон о прямых выборах сенаторов. Вскоре то же самое было сделано в Небраске. Сторонники прямых выборов отмечали, что в 10 штатах уже были необязательные первичные выборы кандидатов в сенаторы, практически служившие совещательными референдумами, указывавшими законодательным собраниям, как голосовать; реформаторы призывали к введению подобного в других штатах. На втором направлении реформаторы работали в направлении конституционной поправки, которая решительно поддерживалась в Палате представителей, но сначала отвергаемой Сенатом — Байби отмечает, что законодательные собрания штатов, которые потеряли бы часть своих полномочий при успехе реформы, поддерживали кампанию. К 1910 году парламенты 31 штата вынесли резолюции, требующие принятие поправки к Конституции о прямых выборах сенаторов, и в тот же год 10 сенаторов-республиканцев, возражавших против реформы, были вытеснены со своих мест, что стало «предупреждением Сенату».
Среди реформаторов были Уильям Дженнингс Брайан, тогда как в число их противников входили уважаемые личности, такие как Элиу Рут и Джордж Фрисби Хор; Рута так сильно беспокоил этот вопрос, что после принятия Семнадцатой поправки он отказался участвовать в перевыборах в Сенат. Брайан и другие реформаторы аргументировали необходимость прямых выборов, подчёркивая воспринимаемые изъяны существующей системы, особенно коррупцию и электоральные кризисы, и возбуждая популистские настроения. Самым важным был популистский аргумент — существовала нужда «пробудить в сенаторах…более острое чувство ответственности перед народом», которого, по мнению реформаторов, им не хватало; назначение законодательными собраниями штатов считалось анахронизмом, который шёл не в ногу с желаниями американского народа и привёл к превращению Сената в «своего рода аристократический орган — слишком далёкий от народа, за пределами его досягаемости и без особой заинтересованности в его благосостоянии».
Хор отвечал на этот аргумент тем, что народ был менее неизменным и доверенным органом власти, чем законодательные собрания штатов, и что передача народу обязанности выборов сенаторов будет передачей в тот орган, который «[существовал] лишь день» до изменений. К иным контраргументам относятся те, что знаменитые сенаторы не могли быть избраны на прямых выборах, и что, поскольку у многих сенаторов был опыт в Палате представителей, которая уже избиралась на прямых выборах, поправка к Конституции была бы бессмысленной. Предложение о прямых выборах сенаторов также считалось угрозой правам и независимости штатов, которые были «суверенными и имели право…на отдельную палату в Конгрессе,…куда бы они отправляли своих посланников». Этот контраргумент опровергался аргументом, что изменение способа отбора сенаторов не поменяло бы их обязанностей.

## Принятие поправки
К 1912 году 239 политических партий уровня и Федерации и штатов поддержали некоторого рода прямые выборы сенаторов, а 33 штата ввели их прямые первичные выборы. 27 штатов потребовали конституционной конвенции по данному вопросу; для созвания конвенции было достаточно требования 31 штата; Аризона и Нью-Мексико были приняты в состав США как штаты в 1912 году (с ними штатов стало 48), и ожидалось, что они поддержат ходатайство о конвенции, тогда как Алабама и Вайоминг, уже являвшиеся штатами к тому времени, приняли резолюции в пользу конвенции без формального требования о ней. Во избежание «неудержимой конвенции», на которой могли быть рассмотрены неожиданные или вредные поправки, предложение об обязательных прямых выборах в Сенат в конце концов было представлено Конгрессу; 12 июня 1911 года оно было принято Сенатом 64 голосами против 24 (четверо не голосовали), а 13 мая 1912 года одобрено Палатой представителей 238 голосами против 39 (110 не голосовали). К 8 апреля 1913 года предложенная поправка была ратифицирована 3/4 штатов, что добавило её в Конституцию США. Госсекретарь США Уильям Дженнингс Брайан формально объявил о принятии данной поправки 31 мая 1913 года.
Ральф А. Россем отметил в журнале «San Diego Law Review», что спору о принятии поправки недоставало «любых серьёзных или систематических размышлений о его возможном влиянии на федерализм…Популярная пресса, платформы партий, петиции от штатов, дебаты в Палате представителей, Сенате и законодательных собраниях штатов во время ратификации сосредотачивались почти исключительно на расширении демократии, устранении политической коррупции, ликвидации элитарности и освобождении штатов от того, что они стали считать обременительной и трудной обязанностью. Единственными исключениями были Рут, Хор и представитель Франклин Бартлетт».
Хронологическая таблица ратификации:
| Штат              | Дата ратификации |
| ----------------- | ---------------- |
| Массачусетс       | 22 мая 1912      |
| Аризона           | 3 июня 1912      |
| Миннесота         | 10 июня 1912     |
| Нью-Йорк          | 15 января 1913   |
| Канзас            | 17 января 1913   |
| Орегон            | 23 января 1913   |
| Северная Каролина | 25 января 1913   |
| Калифорния        | 28 января 1913   |
| Мичиган           | 28 января 1913   |
| Айова             | 30 января 1913   |
| Монтана           | 30 января 1913   |
| Айдахо            | 31 января 1913   |
| Западная Виргиния | 4 февраля 1913   |
| Колорадо          | 5 февраля 1913   |
| Невада            | 6 февраля 1913   |
| Техас             | 7 февраля 1913   |
| Вашингтон         | 7 февраля 1913   |
| Вайоминг          | 8 февраля 1913   |
| Арканзас          | 11 февраля 1913  |
| Мэн               | 11 февраля 1913  |
| Иллинойс          | 13 февраля 1913  |
| Северная Дакота   | 14 февраля 1913  |
| Висконсин         | 18 февраля 1913  |
| Индиана           | 19 февраля 1913  |
| Нью-Гэмпшир       | 19 февраля 1913  |
| Вермонт           | 19 февраля 1913  |
| Южная Дакота      | 19 февраля 1913  |
| Оклахома          | 24 февраля 1913  |
| Огайо             | 25 февраля 1913  |
| Миссури           | 7 марта 1913     |
| Нью-Мексико       | 13 марта 1913    |
| Небраска          | 14 марта 1913    |
| Нью-Джерси        | 17 марта 1913    |
| Теннесси          | 1 апреля 1913    |
| Пенсильвания      | 2 апреля 1913    |
| Коннектикут       | 8 апреля 1913    |
| Луизиана          | 11 июня 1913     |
| Алабама           | 11 апреля 2002   |
| Делавэр           | 1 июля 2010      |
| Мэриленд          | 1 апреля 2012    |

Штаты, не ратифицировавшие поправку:
- Юта (прямо отверг поправку[37])
- Флорида
- Джорджия
- Кентукки
- Миссисипи (штат)
- Род-Айленд
- Южная Каролина
- Виргиния

## Эффект
После принятия Семнадцатой поправки, назначение сенаторов законодательными собраниями штатов было заменено прямым избранием сенаторов населением штатов; право каждого штата на двух сенаторов было сохранено. Поправка также изменила процедуру замещения вакантных мест в Сенате: согласно первоначальным положениям Конституции, парламент штата назначал замену сенатору, покинувшему должность до окончания периода полномочий; Семнадцатая поправка предусматривает возможность парламентов штатов давать губернаторам право на временные назначения до проведения дополнительных выборов. Также губернатору может быть предоставлено право назначить дополнительные выборы.

### Влияние
Семнадцатая поправка изменила партийные результаты штатов, она имела «немедленное и существенное влияние на политический состав Сената».
До того, как Верховный Суд США потребовал ввести правило «один человек—один голос», сельские округа и города имели равный вес в законодательных собраниях штатов, поскольку один голос сельского жителя был равен 200 голосам городских жителей. Неправильно распределённые парламенты штатов дали бы Республиканской партии контроль над Сенатом на выборах в Сенат 1916 года. С введением прямых выборов сенаторов каждый голос имел равное представительство, и Демократическая партия сохранила контроль над Сенатом.
Репутация коррумпированных и деспотических парламентов штатов продолжила снижаться по мере того, как Сенат присоединился к Палате представителей в осуществлении популярных реформ. Судья Байби утверждал, что данная поправка привела к полному «бесчестью» для законодательных собраний штатов без опоры в виде средства контроля штатов за Конгрессом. Прогрессивные меры были введены ради придания федеральному правительству возможности неоднократно вытеснять дискредитированные штаты в течение десятилетий.
Законодательство нового курса Рузвельта — ещё один пример расширения федерального регулирования, дающего ему господство над продвижением законодательными собраниями штатов их интересов в угле, нефти, кукурузе и хлопке. Юри соглашается, утверждая что сейчас сенаторы не только могут свободно игнорировать интересы своих штатов, но и «имеют стимул к использованию своих полномочий по совету и согласию для назначения федеральных судей за счёт суверенности штатов». За первую половину 20 века, когда всенародно избираемый Сенат подтверждал назначения на федеральные должности, делаемые и президентами-демократами, и республиканцами, Верховный Суд США начал применять Билль о правах к законодательству штатов, игнорируя его, когда оно приносило вред отдельным гражданам штатов, применяя 14 поправку.

### Первые прямые выборы в Сенат
Ниже перечислены первые прямые выборы в Сенат после принятия 17 поправки:
- 1913: Мэриленд, внеочередные выборы[англ.] сенатора 1 класса для заполнения вакантной должности, срок полномочий до 1917 года;
- 1914: Все 32 сенатора 3 класса, срок полномочий с 1915 по 1921 год;
- 1916: Все 32 сенатора 1 класса, срок с 1917 по 1923;
- 1918: Все 32 сенатора 2 класса, срок с 1919 по 1925.

Оклахома, принятая в состав США как штат в 1907 году, назначала своего сенатора законодательным собранием три раза: дважды в год принятия, и ещё раз в 1908 году. В 1912 году Оклахома переизбрала Роберта Оуэна на совещательных всенародных выборах.
Нью-Мексико, принятый в состав в 1912 году, назначил только двух своих первых сенаторов по итогам голосования законодательного собрания. Аризона, принятая в том же году, избрала своих двух первых сенаторов на совещательных прямых выборах. Аляска и Гавайи, принятые в состав в 1959 году, никогда не назначали сенаторов голосованием в своем парламенте.

### Толкование поправки
При рассмотрении дела «Тринси против Пенсильвании» Апелляционный суд третьего округа США предстал перед ситуацией, в которой после смерти сенатора от Пенсильвании Генри Хайнца III губернатор Роберт Кейси назначил временную замену и внеочередные выборы, не включавшие в себя Праймериз. Избиратель и будущий кандидат в губернаторы Джон С. Тринси-младший утверждал, что отсутствие праймериз нарушало Семнадцатую поправку и его право голоса, предусмотренное 14 поправкой. Эти аргументы были отвергнуты апелляционным судом, который постановил, что 17 поправка не требует праймериз.
Другой анализируемый вопрос состоит в том, соответствуют ли Конституции законы, ограничивающие право губернаторов делать временные назначения сенаторов. Викрем Эмер, утверждает в своей статье в юридическом периодическом издании «Hastings Constitutional Law Quarterly», что требование законодательства Вайоминга о том, что губернатор данного штата, делающий временное назначение сенатора, должен назначать члена той же партии, в которой состоял сенатор, занимавший ставшую вакантной должность, нарушает Семнадцатую поправку. Это утверждение основано на тексте Семнадцатой поправки, в которой сказано, что «законодательное собрание любого штата может уполномочить исполнительную власть делать временные назначения». Данная поправка только разрешает парламенту любого штата передать губернатору право временных назначений и не разрешает собранию вмешиваться после передачи вышеуказанного права губернатору. Полномочие законодательного собрания состоит в возможности решать, должен ли губернатор иметь право назначать временных сенаторов, а не каким образом он должен это делать. Сенфорд Левинсон не согласен с Эмером, и опровергает его мнение аргументом, что вместо того, чтобы заниматься текстуальным толкованием пунктов Конституции, следует истолковывать их таким способом, который приносит больше всего пользы, и что возможность законодательных собраний ограничивать право губернатора на временные назначения сенаторов приносит значительную пользу штатам.

### Пропаганда реформы или отмены поправки
В связи со спорами о влиянии Семнадцатой поправки, неоднократно появлялась пропаганда её реформы или отмены. С начала президентства Барака Обамы в 2009 году четверо сенаторов из Демократической партии покинули Сенат ради должностей в исполнительной ветви власти: Барак Обама (Президент США), Джо Байден (вице-президент), Хиллари Клинтон (Государственный секретарь США) и Кен Салазар (Министр внутренних дел США). Возникла полемика о назначениях на освободившиеся должности сенаторов, произведённых губернатором Иллинойса Родом Благоевичем и штата Нью-Йорк Дэвидом Пэтерсоном. Это создало заинтересованность в упразднении губернаторских назначений в Сенат. Так, сенатор от Висконсина Расс Файнголд и представитель от Калифорнии Дэвид Драйер предложили поправку к Конституции об отмене вышеуказанного права губернаторов; сенаторы Джон Маккейн и Ричард Дурбин и представитель Джон Конйерс-младший стали их спонсорами. Движение чаепития находится в авангарде кампании за полную отмену Семнадцатой поправки, утверждая, что это защитит права штатов и уменьшит власть федерального правительства.